# Giancarlo Lombardi
Giancarlo Lombardi (Milano, 26 giugno 1937 – Milano, 31 marzo 2017) è stato un ingegnere, imprenditore e politico italiano.

## Biografia
Appartenente ad una famiglia molto impegnata nel campo sociale, si laureò in Ingegneria elettronica al Politecnico di Milano e, dopo il servizio militare ed un'esperienza di volontariato in Africa, fu assunto dal gruppo Olivetti. Passò successivamente all'azienda di famiglia, la "Filatura di Grignasco", della quale divenne uno dei dirigenti più importanti, fino a essere nominato presidente nel 1985. Nel 1971 e nel 1977, acquistando due aziende minori, divenne uno degli industriali più importanti nel ramo della filatura pettinata laniera.

Giancarlo Lombardi

Presidente di Federtessile, Lombardi fu nominato Cavaliere del Lavoro il 2 giugno del 1988, Vicepresidente della Confindustria con delega all'istruzione e Ministro della Pubblica Istruzione nel governo Dini (1995-1996). In seguito aderì al Partito Popolare Italiano (con cui fu eletto deputato nel 1996) e successivamente alla Margherita.
Fece parte dei consigli di amministrazione di molte società e delle Università LUISS e Cattolica. Fu inoltre Presidente del Collegio di Milano, membro della Fondazione IRI, consigliere dell'ICE e del TCI, presidente del CFI (Consorzio per la Formazione Internazionale).
Visse un'intensa attività educativa nello scautismo, ricoprendo anche incarichi di primaria importanza nell'AGESCI quali quelli di Formatore, Responsabile della branca R/S e Presidente del Comitato Centrale tra il 1976 e il 1982. Negli ultimi anni fu direttore della rivista scout "RS-Servire", fino al giugno 2014.